# Hermann August Ramdohr

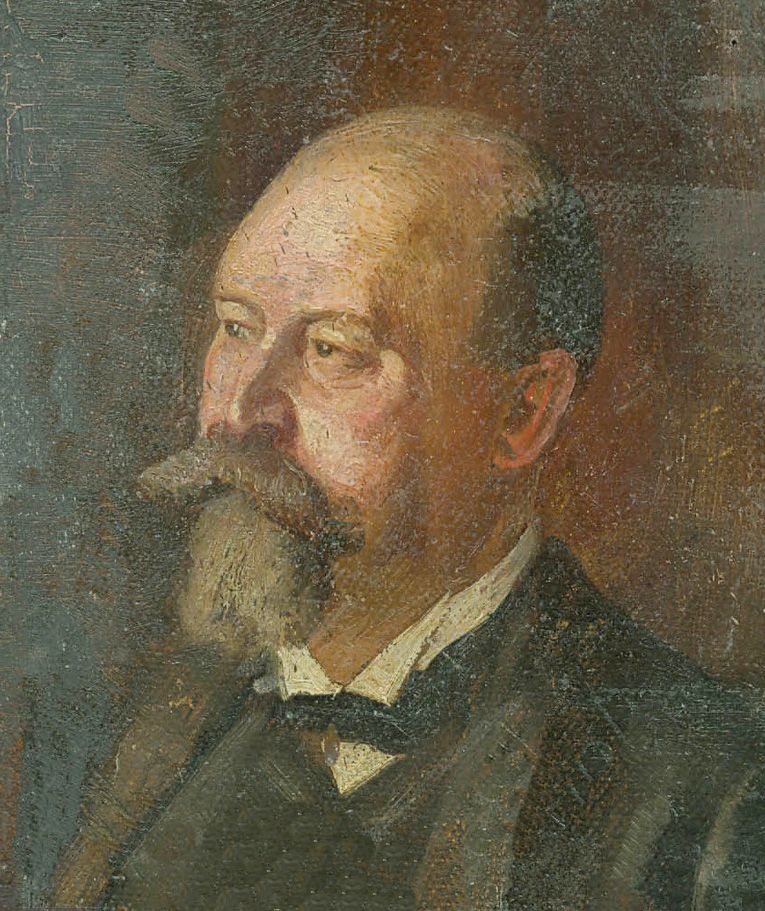
Hermann August Ramdohr,
Ölskizze von Eugen Urban, um 1903

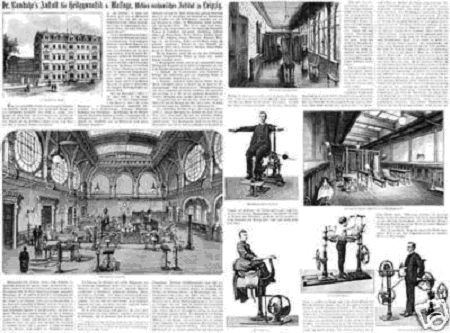
Ramdohr's Anstalt für Heilgymnastik und Massage, Medico-mechanisches Institut zu Leipzig, 2-seitiger Artikel mit 8 Holzstichen aus einer Zeitschrift von 1892
(1. Das Gebäude der Anstalt, 2. der Hauptsaal der Anstalt, 3. Blick in die Damengarderobe, 4. Aktiv-Seitwärtsführen der Arme, 5. Reiterschütterung, 6. der Querschnittsmesser, 7. kreisende Unterleibsstreichung, 8. der Saal für manuelle schwedische und deutsche Heilgymnastik)

Hermann August Ramdohr (* 29. Dezember 1850 in Braunschweig; † um 1920 ? in Leipzig) war ein deutscher Orthopäde und Besitzer des Zanderinstituts in Leipzig.

## Leben und Wirken
Hermann August Ramdohr, Sohn des Braunschweiger Hof-Kunsthändlers und Stadtrats Carl Wilhelm Ramdohr (1806–1885), war zunächst königlich sächsischer Stabsarzt und später in Leipzig praktizierender Orthopäde. Außerdem war er dort um 1892 Inhaber der Anstalt für Heilgymnastik und Massage, ebenfalls bekannt als das sogenannte medico-mechanische Zander-Institut zu Leipzig, eine Mischform aus frühem Fitness-Studio, Krankengymnastikpraxis und Geräteturnsaal. Um 1901 war er Sanitätsrat und gründete eine Stiftung zur Überlassung und späteren Schenkung des Instituts (durch Rolf Ramdohr, vermutlich ein Enkel des H. A. Ramdohr) an die Allgemeine Ortskrankenkasse Leipzig. Er zählte neben Friedrich Busch, Michael Moritz Eulenburg, Hermann Nebel (1835–1930), Friedrich Eduard Bilz und anderen (vgl. Literaturhinweise, Übersicht in der Dissertation v. Julia H. Schoeler) zu den Vertretern der frühen Physiotherapie in den 1890er Jahren. Er machte vor allem die schwedische Heilgymnastik bzw. Mechanotherapie mit Hilfe von Apparaten nach Gustav Zander, welche im Volksmund im Gegensatz zum apparatelosen „deutschen Turnen“ abfällig auch als Zanderei bezeichnet wurde, wie auch die sogenannte Zimmergymnastik (Frühform von Hometrainern) bei der Bevölkerung populär.

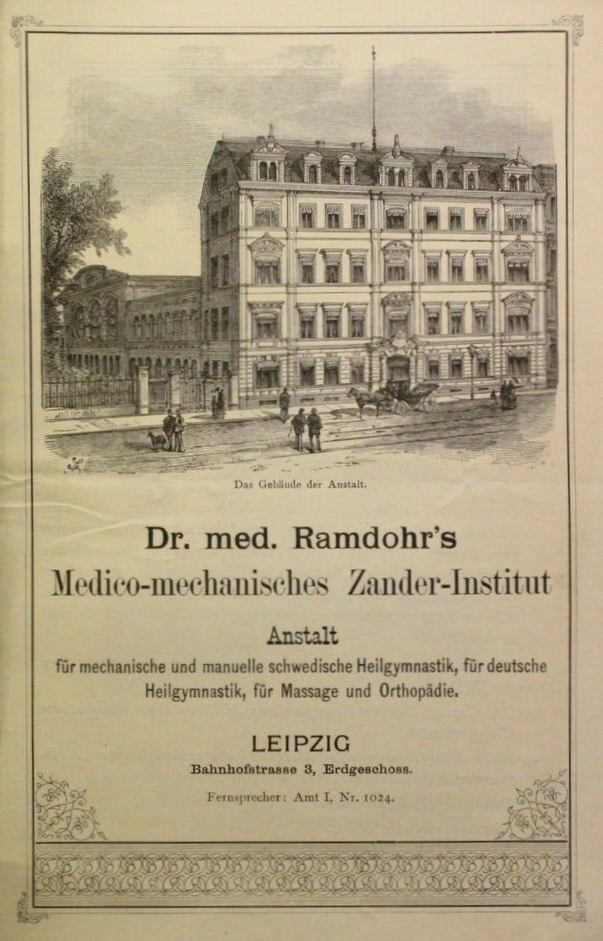
Ramdohrs Zander-Institut um 1880

Ramdohr folgte dabei einem bereits herrschenden allgemeinen zeitgenössischen Trend zur Ertüchtigung des leiblichen und geistigen Wohls bei Arbeiterbevölkerung und Militär im Zeitalter der beginnenden Industrialisierung. In Deutschland setzte dieser Trend in nennenswertem Ausmaß etwa ab dem frühen 19. Jahrhundert ein, u. a. nach der Abwendung des Turnvaters Jahn von revolutionärem Gedankengut (vgl. Revolution von 1848) hin zur bloßen Leibeserziehung, und wurde auch durch den prominenten Leipziger Orthopäden Moritz Schreber (Namensgeber für die bekannten Armengärten) sowie durch zahlreiche Militärärzte gefördert.
Zudem veröffentlichte H. A. Ramdohr einige Abhandlungen über  maschinelle Heilgymnastik in medizinischen Fachzeitschriften und schließlich 1893 ein reich illustriertes Buch mit dem Titel Die Heilgymnastik, gemeinverständlich dargestellt.
Im Stadtteil Anger-Crottendorf in Leipzig ist der Ramdohrsche Park nach ihm benannt.

## Werke
- Die Typhus-Epidemie im Königl. Sächs. 1. Ulanen-Regiment Nr. 17 zu Oschatz im Herbst 1882 (Reprint 2010), ISBN 978-1-144-34654-4
- Die Heilgymnastik, gemeinverständlich dargestellt, Verlagsbuchhandlung J. J. Weber, Leipzig 1893. Online bei archive.org (abgerufen am 5. Mai 2020)
- Ueber die maschinelle Heilgymnastik Dr. Zander’s und einige Bemerkungen über Heilgymnastik überhaupt. In: Schmidt’s Jahrbücher der in- und ausländischen gesammten Medicin, 217, Bonn 1888 (S. 207–216)